# جيك كارول
جيك كارول (بالإنجليزية: Jake Carroll) (11 أغسطس 1991 بلندن في المملكة المتحدة - ) هو لاعب كرة قدم أيرلندي في مركز الدفاع. شارك مع منتخب جمهورية أيرلندا لكرة القدم. أما مع النوادي، فقد لعب مع باتريك أتلتيك ونادي بارتيك ثيسل ونادي بوري ونادي هارتلبول يونايتد وهدرسفيلد تاون.

## وصلات خارجية
- جيك كارول على موقع الاتحاد الأوربي (الإنجليزية)
- جيك كارول على موقع قاعدة بيانات كرة القدم.إي يو (الإنجليزية)
- جيك كارول على موقع Soccerbase.com (لاعب) (الإنجليزية)
- جيك كارول على موقع Soccerway.com (الإنجليزية)
- جيك كارول على موقع عالم كرة القدم.نت (الإنجليزية)